# Chiesa di Santa Maria del Consorzio
Die Chiesa di Santa Maria del Consorzio war ein Sakralbau in Castel Goffredo, in der Provinz Mantua. Sie befand sich innerhalb der alten Burg von Castelvecchio an der Ecke zwischen der heutigen Piazza Gonzaga und Via Manzoni. Sie gehörte zum Bistum Brescia und wurde 1986 abgerissen.

## Geschichte
Die einschiffige Kirche Santa Maria (auch „Chiesa in Castello“ genannt) war die älteste der Stadt und hatte eine Länge von 20,15 Metern. Sie wurde wahrscheinlich auf den Ruinen der Burg innerhalb der Mauern von Castelvecchio („Castellum vetus“), der ersten Befestigungsanlage von Castel Goffredo, gebaut. Der damals gleichnamige Kirchplatz heißt heute Piazza Gonzaga.
Unbekannt ist die Bauzeit. Im 13. Jahrhundert gehörte die Kirche zur Congregazione di Santa Maria di Castel Goffredo per mutuo soccorso (am Beispiel von Congregazione della Misericordia Maggiore di Bergamo), die hier ihren Sitz hatte und die Kultusstätte Kirche Santa Maria benannte. Nach 1288 wurde sie in „Chiesa del Consorzio“ umbenannt. 1434 wurde sie im spätgotischen Stil radikal umgebaut (de novo incepta), wie man aus einem damaligen Testament entnehmen kann.

### Mausoleum der Familie Gonzaga von Castel Goffredo und spätere Nutzung

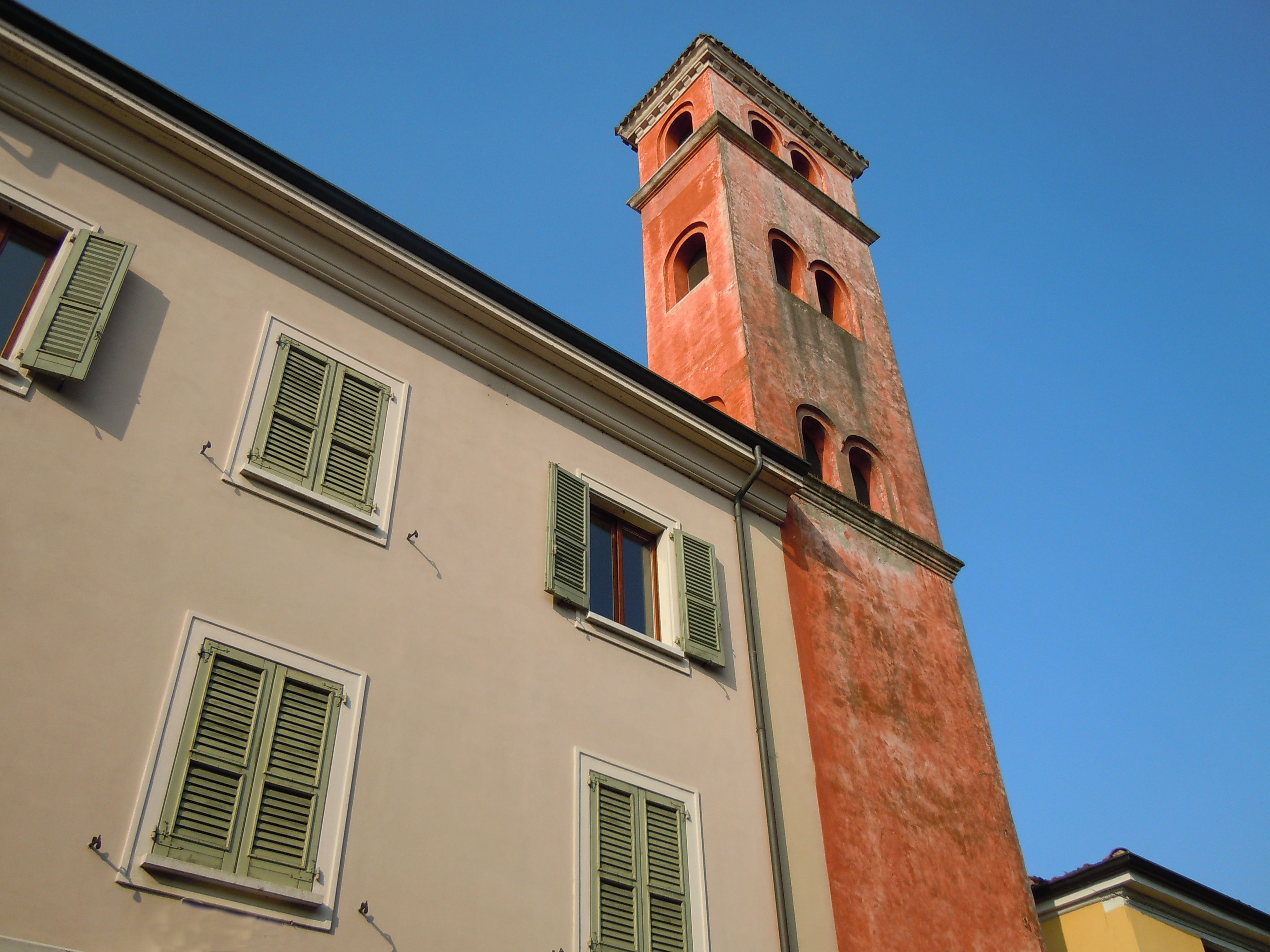
Glockenturm aus dem 15. Jahrhundert

1532 ließ der Marchese Aloisio Gonzaga das Gebäude renovieren und die Grabkapelle der Familie Gonzaga neben dem Presbyterium errichten. Hier wurden die sterblichen Überreste von Aloisio am 19. Juli 1549 und dann von seinem Sohn Alfonso bestattet, der am 6. Mai 1592 bei Corte Gambaredolo Opfer von Mördern wurde, die Rodolfo, der Neffe Aloisios, gedungen hatte. Im selben Jahr ließ Alfonsos Witwe, Ippolita Maggi, die zwei Leichen in die Wallfahrtskirche Madonna delle Grazie bei Mantua überführen, in der eine Gedenktafel aus weißem Marmor an das Geschehen erinnert. Im Jahr 1595 wurden dorthin auch Alfonsos Töchter Giulia und Ginevra Gonzaga auf Anordnung von Ippolita Maggi gebracht.
1798 wurde die Kirche als Monte di Pietà genutzt. In den 1920er Jahren wurde das Gebäude zuerst in eine Tischlerwerkstatt umgewandelt, dann wurde es zu einem Postamt und letztlich zu einem Wohnhaus. In einigen Räumen hatten sowohl die Stadtbibliothek als auch die Polizia Municipale ihren Sitz.

### Abriss des Kirchengebäudes

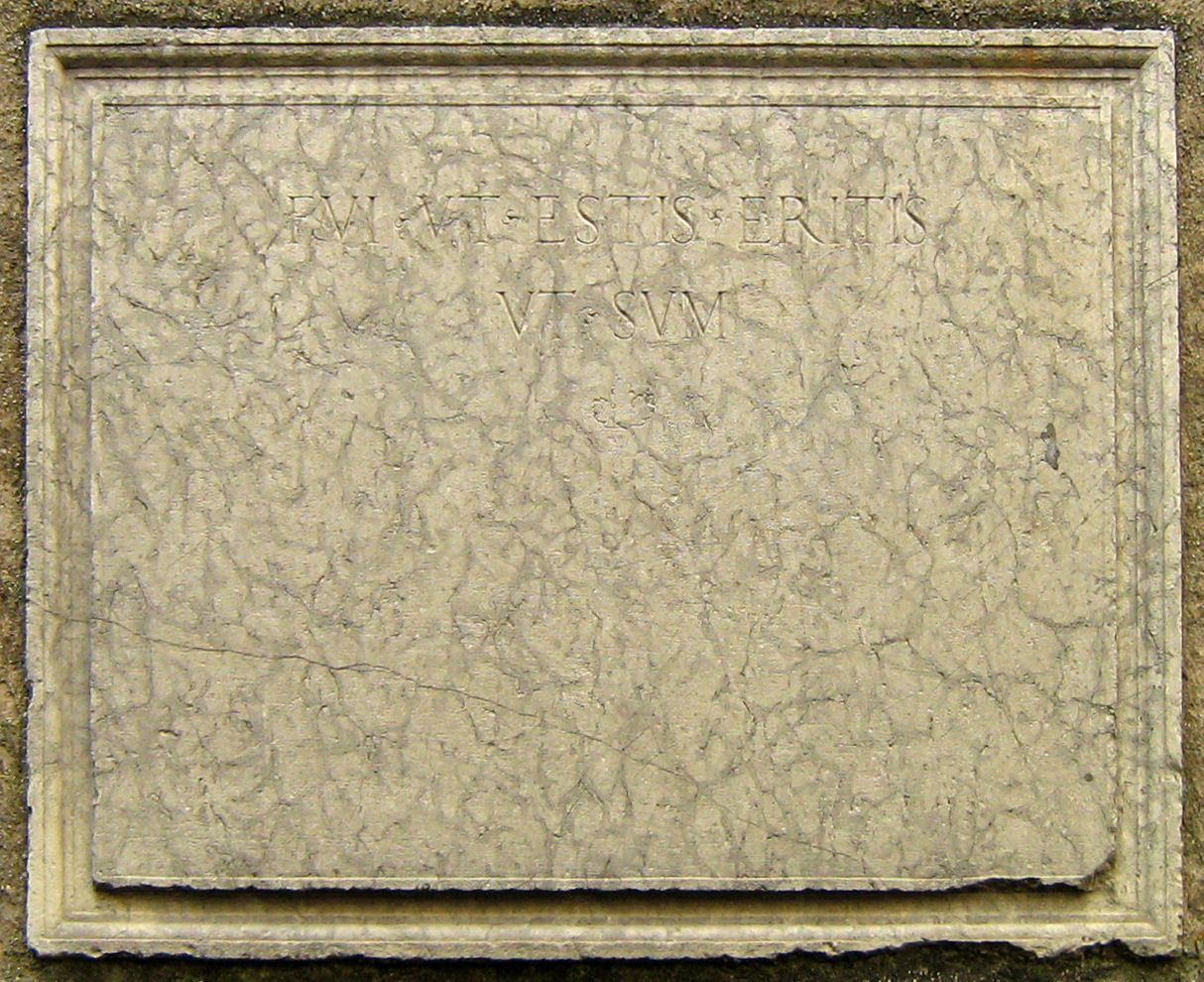
Epigraph von Aloisio Gonzaga

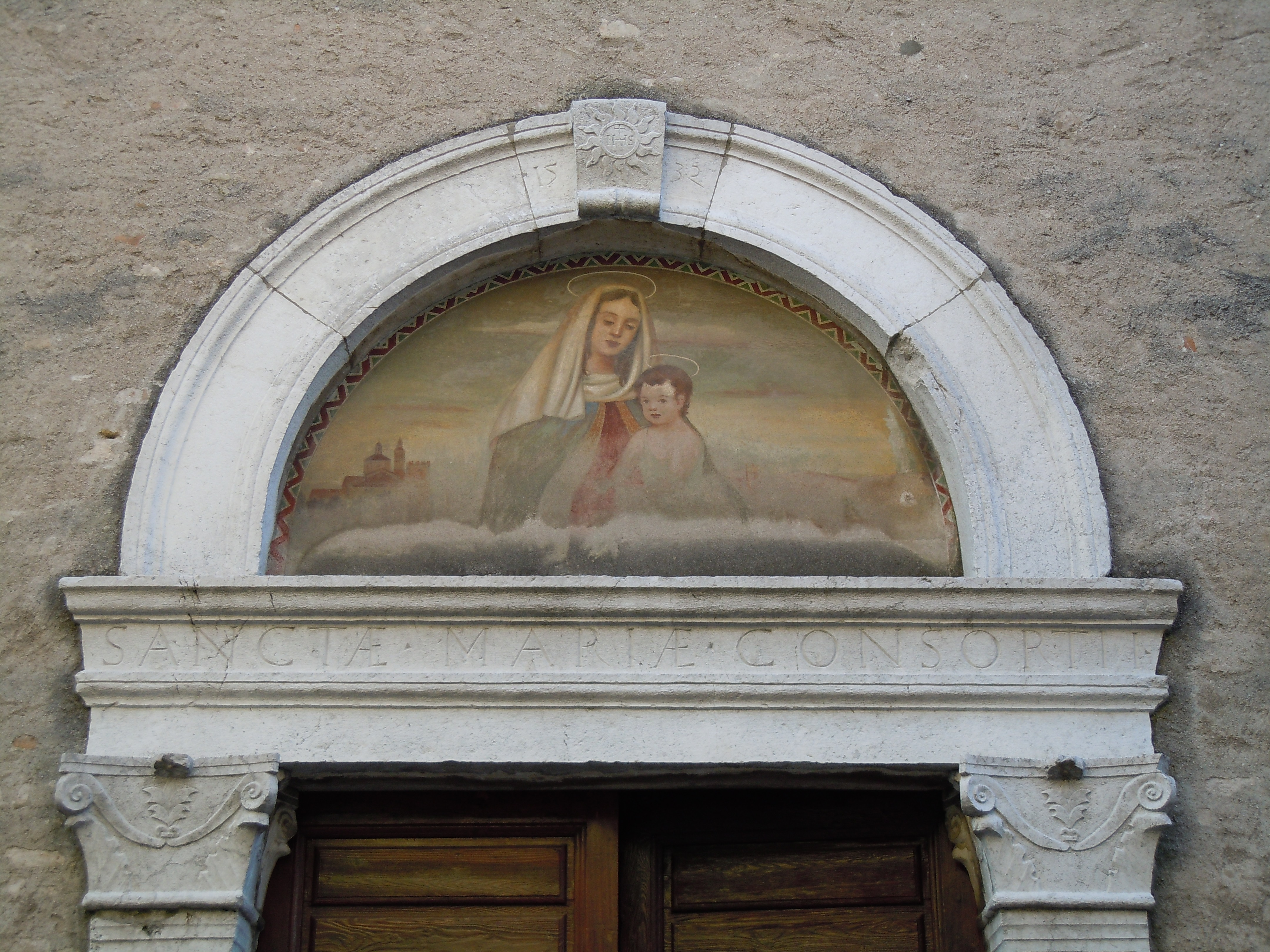
Portal von Santa Maria del Consorzio

Als die ehemalige Kirche 1986 abgerissen wurde, um ein neues Privatgebäude zu errichten, kamen wichtige frühmittelalterliche Funde (aus dem 8. und dem 9. Jahrhundert) ans Licht, die die Existenz der Befestigung von Castelvecchio und einer mittelalterlichen Burg belegten.
Von der alten Kirche blieben nur noch einige Elemente erhalten: die polygonale Apsis mit Rippengewölbe, einige Fresken aus dem 16. Jahrhundert und der im 15. Jahrhundert umgearbeitete Glockenturm mit zwei- und einbogigen Fenstern. Drei Inschriftstafeln aus der Zeit des Marchese Aloisio Gonzaga („Epigrafi aloysiane“) und ein 1532 datiertes Marmorportal an der Seite der Propsteikirche Sankt Erasmus.